# 미야사카 모모나
미야사카 모모나(1994년 8월 24일~)는 일본의 여자 농구 선수로 포지션은 포인트 가드이다. 현재 한국여자프로농구의 아산 우리은행 우리WON에서 활동하고 있다.